# Aleja Kijowska w Krakowie
Aleja Kijowska – aleja w Krakowie, w dzielnicy V Krowodrza.

## Historia
- XIX wiek – powstanie ulicy Misjonarskiej, która prowadziła z Czarnej Wsi do kościoła NMP z Lourdes.
- około 1920 – powstanie ulicy Mazowieckiej, której północny odcinek pokrywał się z obecnym przebiegiem alei Kijowskiej na odcinku od ul. Wrocławskiej do Mazowieckiej[1].
- około 1960 – powstanie alei Inwalidów, która biegła od ul. Misjonarskiej do ul. Królewskiej po obecnym biegu al. Kijowskiej[2].
- około 1975 – powstanie odcinka między ul. Mazowiecką a ul. Królewską[3].
- około 1980 – nadanie nazwy Aleja Kijowska.

## Ważne budynki
- Kościół bł. Anieli Salawy
- Wieżowiec Kijowska
- Biprostal
- Szkoła Podstawowa nr 12 im J. Korczaka
- Wyższa Szkoła Zarządzania i Bankowości
- Zespół Szkół Ogólnokształcących nr 51
- Zespół Szkół Ogólnokształcących Integracyjnych nr 1

## Galeria

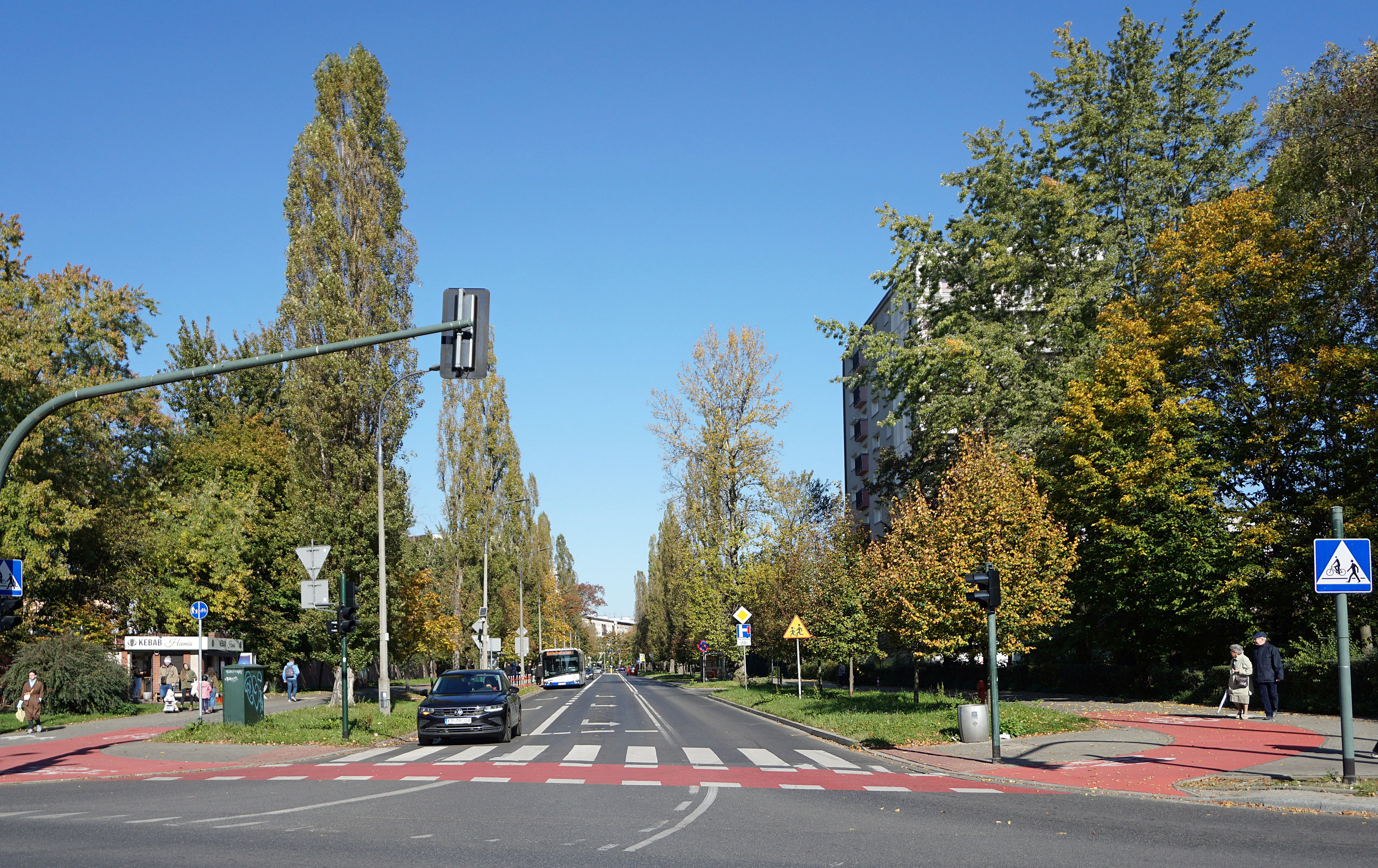
Widok w kierunku północnym od skrzyżowania z ulicą Czarowiejską
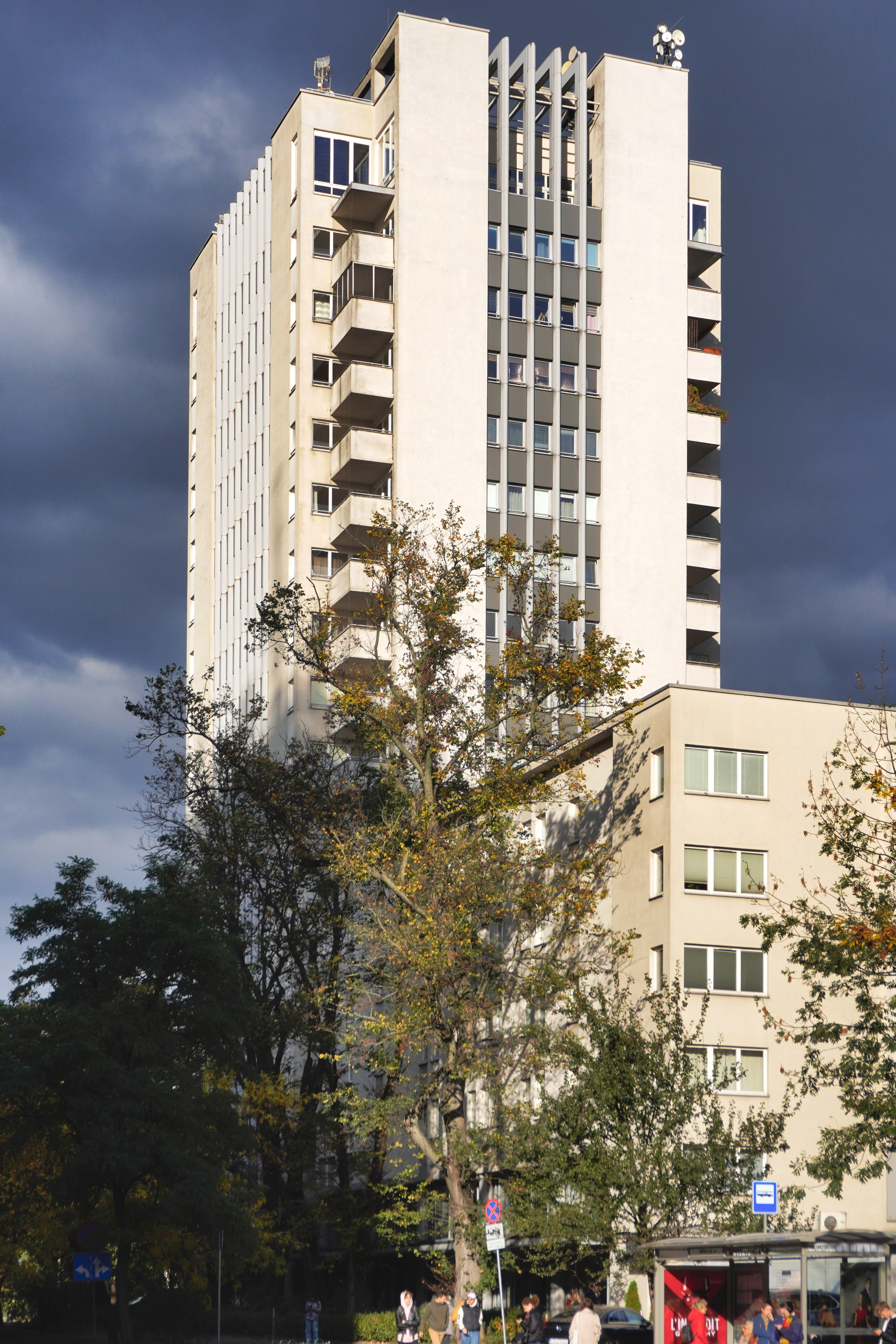
al. Kijowska 24 Wieżowiec Kijowska
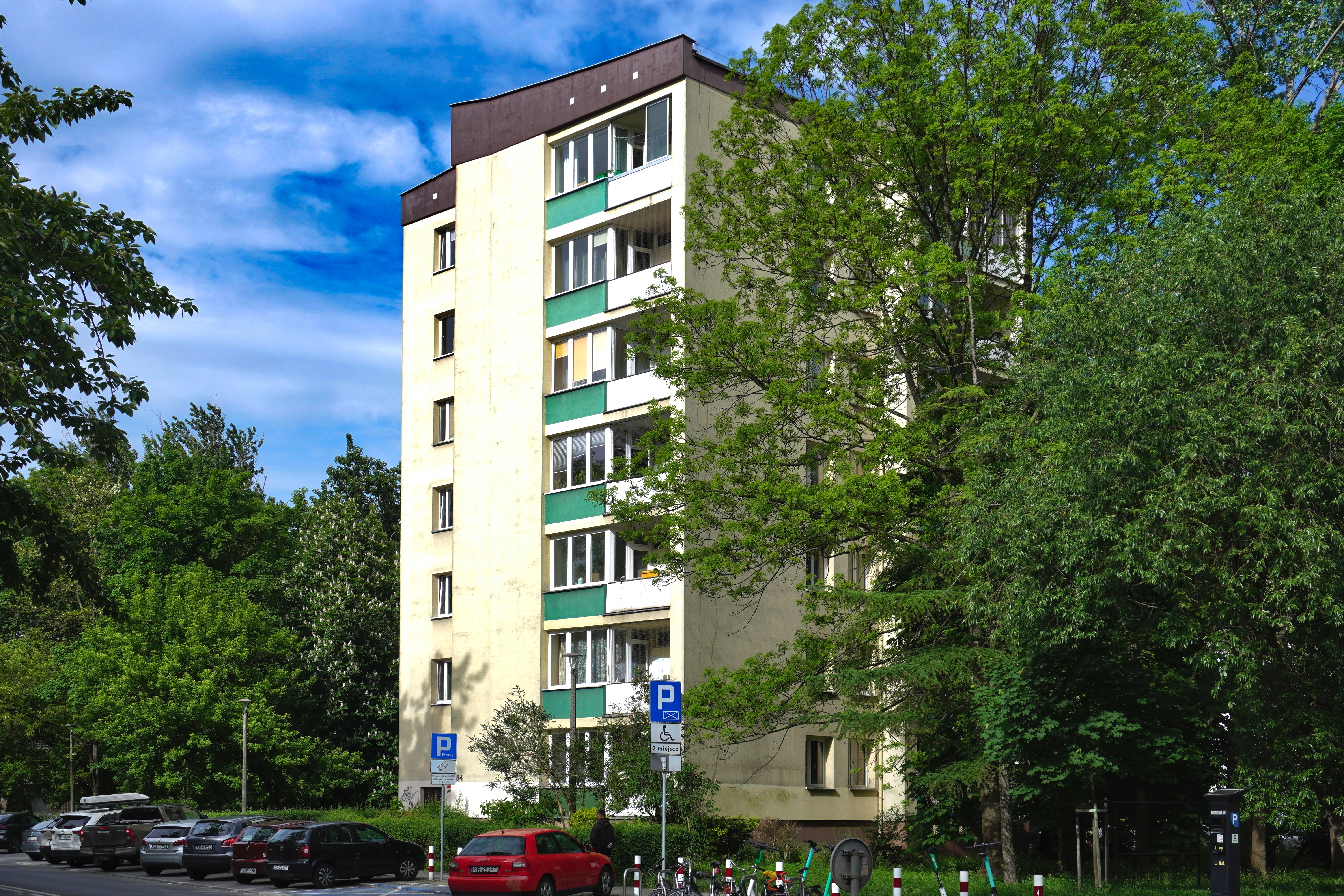
al. Kijowska 34 Blok mieszkalny